# (19467) Amandanagy
(19467) Amandanagy (1998 HU39) – planetoida z pasa głównego asteroid okrążająca Słońce w ciągu 4,51 lat w średniej odległości 2,73 j.a. Odkryta 20 kwietnia 1998 roku.